# Axsjön (Mellösa socken, Södermanland)
Axsjön är en sjö i Flens kommun i Södermanland och ingår i Nyköpingsåns huvudavrinningsområde.